# 은율탈춤
은율탈춤(殷栗탈춤)은 현재 조선민주주의인민공화국 황해도 은율군에서 전승되는 탈춤의 일종이다. 서울과 중부지방에서 발달한 탈춤인 산대놀이의 하나이기도 하다.

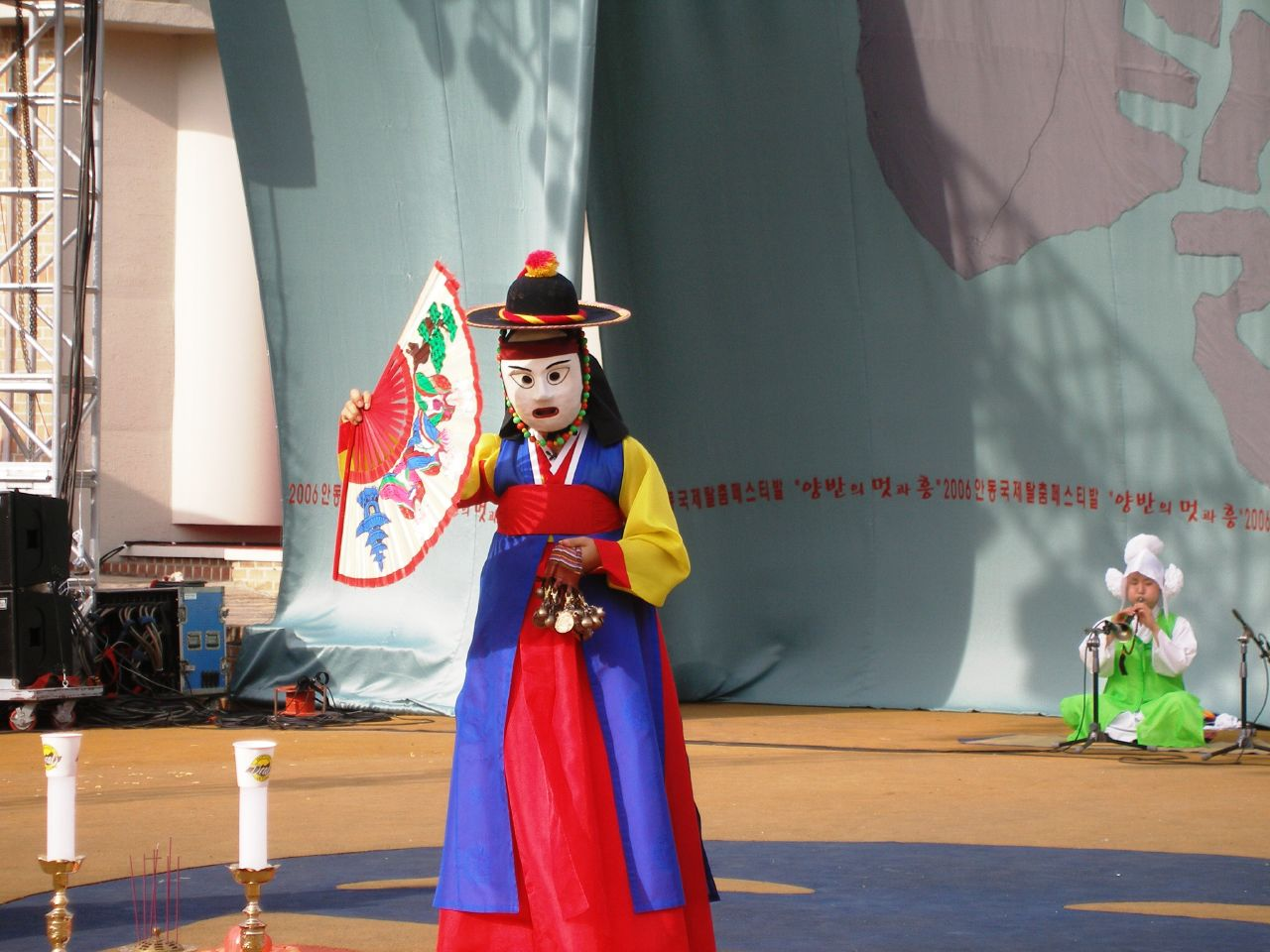

대한민국의 국가무형문화재 제61호로 지정되어 있다.
가면극은 사자춤, 상좌춤, 목중춤, 양반춤, 노승 –, 노부부춤 등 6과로 구성된다.

## 같이 보기
- 탈춤